# Горчило Вељковић
Горчило Вељковић је измишљени лик из серије Стижу долари. Лик је измислио Синиша Павић, а тумачио је Александар Берчек.

## Улога у серији
Горчило је ујак од Ненада "Неше" Љутића који долази из Америке и иде у Србију да последње године свог живота проведе на свом огњишту. Његови рођаци планирају шта ће учинити са доларима које богати ујак доноси са собом. Ускоро цела варош сазнаје како би се окористили богатог суграђанина, доводе једног мафијаша Гуштера, корумпираног председника општине и једну богаташицу Елизабету. Горчило је хтео да се у Србију врати без динара. Након неког времена, Горчило се селио у хотел и тамо почиње да игра покер са локалним мафијашима.